# 中国池田インターチェンジ
中国池田インターチェンジ（ちゅうごくいけだインターチェンジ）は、大阪府池田市の中国自動車道上にあるインターチェンジである。

## 概要
池田市や大阪空港（伊丹空港）、豊中市や大阪市内の最寄りインターチェンジのひとつとなっている。IC名に「中国」と冠されているのは、同じ池田市内にある阪神高速11号池田線の池田出入口と区別するためである。下り（広島）方面への入口と上り（吹田）方面への出口のみが設置されているハーフICとなっており、下り方面の出口と上り方面の入口については当ICとセットになっている中国豊中ICを利用する。料金算出上は当ICと中国豊中ICを同一のものとみなしている。また、当ICを境に広島方面は吉川JCTまで片側3車線、吹田方面は片側2車線となる。

## 道路
- E2A 中国自動車道（2番）

## 接続する道路
- 国道171号
- 国道176号
- （近くに大阪府道2号大阪中央環状線）
- （近くに阪神高速11号池田線大阪市内方面池田出入口・能勢 亀岡方面神田出入口）

## 料金所
- ブース数：12

### 入口（下り）
- ブース数：5
  - ETC専用：2
  - ETC・一般：1
  - 一般：2

### 出口（上り）
- ブース数：7
  - ETC専用：2
  - ETC・一般：2
  - 一般：3

## 歴史
- 1970年7月23日：開通。

## 周辺
- 大阪空港（伊丹空港）
- ダイハツ工業本社、ヒューモビリティワールド（ダイハツ町）

## 隣
E2A 中国自動車道
(1) 中国吹田IC - (2) 中国豊中IC - (2) 中国池田IC - (3) 宝塚IC